# مونزیلیو
مونزیلیو (به ایتالیایی: Monesiglio) یک کومونه در ایتالیا است که در استان کونیو واقع شده‌است. مونزیلیو ۱۲٫۸ کیلومترمربع مساحت و ۷۶۵ نفر جمعیت دارد و ۳۷۲ متر بالاتر از سطح دریا واقع شده.